# يوآف غالانت
يوآف غالانت (بالعبرية: יואב גלנט)؛ (ولد في 8 نوفمبر 1958)؛ هو سياسي إسرائيلي وعسكري سابق شغل منصب وزير الدفاع بين عامي 2022 و2024. كان غالانت ضابطًا في القيادة الجنوبية التابعة للجيش الإسرائيلي حيثُ خدم في البحرية الإسرائيلية. دخل عالم السياسة في يناير 2015 بعد انضمامه إلى حزب كولانو الجديد. بعد انتخابه في الكنيست، عُين وزيرًا للبناء والإسكان. في نهاية عام 2018 انضم إلى الليكود، وبعد ذلك بوقت قصير أصبح وزيرًا للهجرة. في عام 2020، عُين وزيرًا للتعليم وفي العام التالي أصبح وزيرًا للدفاع.
في 5 نوفمبر 2024، أعلن رئيس الوزراء بنيامين نتنياهو إقالة غالانت من منصبه اعتبارًا من 7 نوفمبر واقترح أن يخلفه يسرائيل كاتس.
في 21 نوفمبر 2024، أصدرت المحكمة الجنائية الدولية مذكرة توقيف بحق غالانت إلى جانب نتنياهو بتهم جرائم حرب وجرائم ضد الإنسانية ارتُكبت خلال الحرب بين إسرائيل وحماس.

## سيرته الذاتية
ولد في يافا، في الثامن من نوفمبر عام 1958. والداه مهاجران يهوديان بولنديان. أمه ممرضة من حيث المهنة، هاجرت إلى يافا في عام 1948. أبوه ميكائيل، حارب النازيين ضمن قوات أوكرانيا وبيلاروسيا. هاجر هو أيضا إلى يافا في عام 1948.
درس في جامعة حيفا، بدأ خدمته العسكرية في عام 1977 في وحدة شايطيت 13. في عام 1990 انتقل يوآف مع القوات البرية لجيش الدفاع، ولاحقاً رقي إلى قائد عام وأصبح السكرتير العسكري لرئيس وزراء دولة إسرائيل في عام 2002 في 2005 رقي إلى رئيس القيادة الجنوبية لجيش الدفاع الإسرائيلي.

## وزير الدفاع
أعلن رئيس الوزراء بنيامين نتنياهو في 5 نوفمبر 2024 إقالة غالانت من منصب وزير الدفاع مشيرًا إلى أزمة ثقة بين الطرفين والتي جعلت من غير الممكن الاستمرار في إدارة الحرب بهذه الطريقة. قال غالانت إن إقالته كانت بعد الخلاف حول ثلاث قضايا: قضية تجنيد الحريديم؛ وأنه يرى إعادة المحتجزين الإسرائيليين من غزة في أسرع وقت ممكن، وهو ما يمكن تحقيقه «بتقديم بعض التنازلات بعضها مؤلم»؛ وإصراره [غالانت] على تشكيل لجنة لتقصي الحقائق حول ما حدث بعد 7 أكتوبر 2023.